# Списък на съветските самолети
Тази страница представлява списък на съветските самолети по конструкторско бюро.

## АНТК „Антонов“
- Ан-2
- Ан-3
- Ан-22
- Ан-26
- Антонов Ан-124 Руслан
- Антонов Ан-140
- Антонов Ан-148
- Антонов Ан-225

## ТАНКТ „Бериев“
- Бе-103
- Бе-200

## КБ „Илюшин“
- Ил-76
- Ил-78
- Ил-86
- Ил-96
- Ил-102

## ОКБ „МиГ“
- МиГ-1
- МиГ-3
- МиГ-9
- МиГ-15
- МиГ-17
- МиГ-19
- МиГ-21
- МиГ-23
- МиГ-25
- МиГ-29
- МиГ-31

## ОАО „Сухой“
- Су-2
- Су-7
- Су-9
- Су-11
- Су-15
- Су-17
- Су-20
- Су-22
- Су-24
- Су-24МР
- Су-25
- Су-25СМ
- Су-26
- Су-27
- Су-29
- Су-30
- Су-31
- Су-30МК
- Су-32FN
- Су-33
- Су-33КУБ
- Су-34
- Су-35
- Су-37
- Су-47

## ОАО "Туполев
- Ту-22
- Ту-22М
- Туполев Ту-134
- Ту-154
- Ту-160

## КБ Яковлев
- Як-1 (изтребител)
- Як-2 (бомбардировач)
- Як-3 (изтребител)
- Як-4 (бомбардировач)
- Як-5 (изтребител)
- Як-6 (транспортен)
- Як-7 (изтребител)
- Як-8 (транспортен)
- Як-9 (изтребител)
- Як-11 (спортен)
- Як-12 (многоцелеви)
- Як-15 (изтребител)
- Як-17 (изтребител)
- Як-18 (спортен)
- Як-23 (изтребител)
- Як-26 (бомбардировач)
- Як-28 (бомбардировач)
- Як-40 (пътнически)
- Як-42 (пътнически)
- Як-52 (спортен)
- Як-54 (спортен)
- Як-112 (многоцелеви)
- Як-130 (учебно-боен)